# پیکرامیک اسید
پیکرامیک اسید (به انگلیسی: Picramic acid) با فرمول شیمیایی C۶H۵N۳O۵ یک ترکیب شیمیایی با شناسه پاب‌کم ۴۹۲۱۳۱۹ است. که جرم مولی آن ۱۹۹٫۱۲ g/mol می‌باشد. شکل ظاهری این ترکیب، خمیر قهوه‌ای است.